# Atletismo nos Jogos Pan-Americanos de 2007 - 800 m masculino
Os 800 metros foram um dos eventos do atletismo nos Jogos Pan-Americanos de 2007, no Rio de Janeiro. A prova foi disputada no Estádio Olímpico João Havelange nos dias 27 (semifinais) e 28 de julho (final) com 20 atletas de 15 países.

## Medalhistas
| Ouro   | CUB Yeimer López     |
| Prata  | BRA Kléberson Davide |
| Bronze | BRA Fabiano Peçanha  |

## Recordes
Recordes mundiais e pan-Americanos antes da disputa dos Jogos Pan-Americanos de 2007.
| Tipo                             | Atleta          | Tempo   | Local         | Data                 |
| -------------------------------- | --------------- | ------- | ------------- | -------------------- |
|                                  | Wilson Kipketer | 1m41.11 | Colônia       | 24 de agosto de 1997 |
| Recorde dos Jogos Pan-Americanos | Achraf Tadili   | 1m45.05 | Santo Domingo | 6 de agosto de 2003  |

## Resultados
- Q: classificação por tempos na série.
- q: classificação por melhores tempos no geral.
- DNF: não completou na prova.
- DNS: não competiu na prova.

### Semifinal
A semifinal foi disputada em 27 de julho.
| Semifinal 1 | Semifinal 1 | Semifinal 1      | Semifinal 1           | Semifinal 1 | Semifinal 1 |
| Result.     | Result.     | Atleta           | País                  | Tempo       | Qual.       |
| Pos.        | Geral       | Atleta           | País                  | Tempo       | Qual.       |
| ----------- | ----------- | ---------------- | --------------------- | ----------- | ----------- |
| 1           | 1           | Yeimer López     | CUB Cuba              | 1m46.69     | Q           |
| 2           | 4           | Achraf Tadili    | CAN Canadá            | 1m47.07     | Q           |
| 3           | 6           | Gustavo Aguirre  | ARG Argentina         | 1m47.60     | q           |
| 4           | 8           | Eduar Villanueva | VEN Venezuela         | 1m48.05     |             |
| 5           | 11          | Jamaal James     | TRI Trinidad e Tobago | 1m48.52     |             |
| 6           | 18          | Jenner Pelico    | GUA Guatemala         | 1m55.52     |             |

| Semifinal 2 | Semifinal 2 | Semifinal 2            | Semifinal 2                  | Semifinal 2 | Semifinal 2 |
| Result.     | Result.     | Atleta                 | País                         | Tempo       | Qual.       |
| Pos.        | Geral       | Atleta                 | País                         | Tempo       | Qual.       |
| ----------- | ----------- | ---------------------- | ---------------------------- | ----------- | ----------- |
| 1           | 13          | Kléberson Davide       | BRA Brasil                   | 1m49.31     | Q           |
| 2           | 14          | Andy González          | CUB Cuba                     | 1m49.94     | Q           |
| 3           | 15          | Martell Carlos Munguia | MEX México                   | 1m50.03     |             |
| 4           | 16          | Andrae Drummonds       | JAM Jamaica                  | 1m50.68     |             |
| 5           | 17          | Sherridan Kirk         | TRI Trinidad e Tobago        | 1m52.05     |             |
| 6           | 12          | Raffique Providence    | VIN São Vicente e Granadinas | 1m57.82     |             |
| —           | —           | Kadeem Smith           | SKN São Cristóvão e Neves    | DNS         |             |

| Semifinal 3 | Semifinal 3 | Semifinal 3       | Semifinal 3        | Semifinal 3 | Semifinal 3 |
| Result.     | Result.     | Atleta            | País               | Tempo       | Qual.       |
| Pos.        | Geral       | Atleta            | País               | Tempo       | Qual.       |
| ----------- | ----------- | ----------------- | ------------------ | ----------- | ----------- |
| 1           | 2           | Fabiano Peçanha   | BRA Brasil         | 1m46.73     | Q           |
| 2           | 3           | Aldwyn Sappleton  | JAM Jamaica        | 1m46.84     | Q           |
| 3           | 5           | David Freeman     | PUR Porto Rico     | 1m47.27     | q           |
| 4           | 7           | Duane Solomon     | USA Estados Unidos | 1m47.73     |             |
| 5           | 9           | Fadrique Iglesias | BOL Bolívia        | 1m48.27     |             |
| 6           | 10          | Moises Joseph     | HAI Haiti          | 1m48.35     |             |
| 7           | 12          | Bayron Piedra     | ECU Equador        | 1m48.56     |             |

### Final
A final dos 800 metros foi disputada em 28 de julho as 16:45 (UTC-3).
| Pos.              | Atleta           | País           | Tempo    |
| ----------------- | ---------------- | -------------- | -------- |
| Medalha de ouro   | Yeimer López     | CUB Cuba       | 1m44.58  |
| Medalha de prata  | Kléberson Davide | BRA Brasil     | 1m45.47  |
| Medalha de bronze | Fabiano Peçanha  | BRA Brasil     | 1m45.54  |
| 4                 | Achraf Tadili    | CAN Canadá     | 1m46.07  |
| 5                 | Andy González    | CUB Cuba       | 1m47.06  |
| 6                 | Aldwyn Sappleton | JAM Jamaica    | 1m47.14  |
| 7                 | Gustavo Aguirre  | ARG Argentina  | 1m47.23  |
| 8                 | David Freeman    | PUR Porto Rico | 1m47.31s |